# Split (1939)
Split byl torpédoborec jugoslávského námořnictva. Byl to poslední torpédoborec postavený v Jugoslávii. Objednán byl před druhou světovou válkou pro tehdejší jugoslávské královské námořnictvo. Jednalo se o velké a silně vyzbrojené plavidlo odpovídající jugoslávskému torpédoborci Dubrovnik. K jeho dokončení však došlo až po skončení války. Ve službě loď byla v letech 1958–1980.

## Pozadí vzniku
Stavba torpédoborce probíhala v Rijece podle plánů britské loděnice Yarrow Shipbuilders. Stavba byla zahájena roku 1939. Po okupaci Jugoslávie v dubnu 1941 plavidlo přešlo do italských rukou, kteří se jej pokusili dokončit jako Spalatio. Rozestavěný torpédoborec opět změnil majitele po italské kapitulaci v roce 1943. Dne 8. září 1943 jej ukořistili Němci. V roce 1944 se plavidlo vrátilo zpět do jugoslávských rukou, přičemž bylo rozhodnuto o jeho dokončení. V roce 1950 byl trup spuštěn na vodu. Do operační služby byla loď přijata 4. července 1958. Stavba plavidla se tak protáhla na 20 let.

## Konstrukce
Původně zamýšlenou výzbroj mělo tvořit pět 140mm kanónů v jednohlavňových věžích, deset 40mm kanónům, osm kulometů a dva trojhlavňové 533mm torpédomety. Po válce však bylo plavidlo dokončeno v pozměněné podobě, a s významným zastoupením americké výzbroje a elektroniky. Tu tvořily radary SC, SG 1, Mk 12 a Mk 22. Skutečnou výzbroj plavidla tak tvořilo pět amerických 127mm kanónů v jednohlavňových věžích, dvanáct 40mm kanónů, jeden pětihlavňový 533mm torpédomet, dva salvové vrhače hlubinným pum Hedgehog, šest vrhačů a dvě skluzavky hlubinných pum. Zároveň loď mohla nést až 40 námořních min. Pohonný systém tvořily dvě parní turbíny Parsons a dva kotle. Nejvyšší rychlost dosahovala 31,5 uzlu.

## Operační služba
Torpédoborec byl ve službě v letech 1958–1980. V posledních letech byl funkční už jen jeden kotel a rychlost plavidla tak poklesla na 24 uzlů.